# Добоєво (Члуховський повіт)
Добоєво (пол. Dobojewo) — село в Польщі, у гміні Члухув Члуховського повіту Поморського воєводства.
Населення — 203 особи (2011).
У 1975-1998 роках село належало до Слупського воєводства.

## Демографія
Демографічна структура станом на 31 березня 2011 року:
|          | Загалом | Допрацездатний вік | Працездатний вік | Постпрацездатний вік |
| -------- | ------- | ------------------ | ---------------- | -------------------- |
| Чоловіки | 107     | 31                 | 68               | 8                    |
| Жінки    | 96      | 22                 | 56               | 18                   |
| Разом    | 203     | 53                 | 124              | 26                   |